# Valley of Saints – Ein Tal in Kaschmir
Valley of Saints – Ein Tal in Kaschmir ist ein Spielfilm von Musa Syeed aus dem Jahr 2012. Im Mittelpunkt des Films, der Fiktion und Dokumentation mischt, steht der idyllische Dal-See im „Tal der Geister“ in der indischen Provinz Kaschmir. Deutscher Kinostart des Films war am 17. Januar 2013.

## Handlung
Der junge Bootsmann Gulzar lebt in einem einfachen Pfahlbau am Dal-See. Gulzar will mit seinem besten Freund Afzal nach Delhi gehen, um Armut und Krieg in der Provinz Kaschmir zu entkommen. Wegen einer über ganz Kaschmir verhängten fünftägigen Ausgangssperre kommt dies jedoch nicht zustande.
Gulzar lernt die Wissenschaftlerin Asifa kennen, die an einer Dissertation über das Ökosystem des Sees arbeitet. Zusammen mit ihr nimmt Gulzar aus dem See Wasserproben für eine Umweltstudie. Nun werden ihm langsam die Ausmaße der Umweltverschmutzung klar. Als er sich in Asifa verliebt, geraten wegen Rivalitäten und Eifersucht die seit der Kindheit bestehende Freundschaft zwischen Gulzar und Afzal und ihre Fluchtpläne in Gefahr. Gulzar kommt in einen Gewissenskonflikt über die Entscheidung zwischen dem fortschrittlichen Leben in der Großstadt und seinem zu leistenden Beitrag in der Heimat zur Rettung deren Umwelt.

## Hintergründe
Die Eltern des 1984 geborenen Musa Syeed flohen vor seiner Geburt aus der Provinz Kaschmir in die USA. Gegenüber ihrem Sohn nannten sie ihre Heimat „das schönste Land der Welt“, so dass Kaschmir für ihn zu einem mythischen Sehnsuchtsort wurde. Der erste Kaschmir-Besuch des in den USA aufgewachsenen Syeed war für ihn enttäuschend. Später entdeckte er den Dal-See, Touristenzentrum und Schauplatz mehrerer Bollywood-Produktionen.
Da sich der See an vielen Stellen in einem erschreckenden Zustand befindet, entschloss sich Syeed, Kaschmir kennenzulernen, indem er einen Film über den See dreht. Daraufhin verbrachte er einen Sommer mit den Bootsmännern und ihren Familien, die direkt auf dem See wohnen. Auf den überwältigenden Eindrücken nach diesem Besuch baute Syeed seinen Film auf. Vor dem Hintergrund ökologischer und politischer Umwälzungen entwarf er ein Porträt der Heimat seiner Eltern.
Weil in Kaschmir weder eine Filmindustrie noch Schauspieler vorhanden sind, wurde der Film ausschließlich mit Laiendarstellern, auch für zwei der Hauptrollen, besetzt. Gulzar Ahmad Bhat arbeitet auch in seinem realen Leben als Bootsmann auf dem Dal-See und ist Sekretär der Interessenvereinigung der Bootsmänner. Seine selbst geschriebenen Gedichte kommen im Film vor. Mohammed Afzal Sofi, der ursprünglich nur als Dolmetscher engagiert war, ist Journalist in Kaschmir. Die einzige professionelle Schauspielerin im Film ist Neelofar Hamid. Sie spielte in Fernsehserien und Werbespots und absolvierte eine Ausbildung in klassischer indischer Musik und Tanz.
Während der Dreharbeiten brachen in Kaschmir große politische Unruhen aus, die mit Ausgangssperren verbunden waren. Produzent und Regisseur entschieden sich, die Dreharbeiten fortzusetzen und die aktuelle politische Lage in das veränderte Drehbuch improvisierend einzubauen.
Der von Peerwar Pictures und People’s Television produzierte Film wurde in HDCAM gedreht.

## Auszeichnungen
Valley of Saints wurde international mehrfach ausgezeichnet. Beim Sundance Film Festival erhielt er den Publikumspreis als bester ausländischer Spielfilm sowie zusammen mit Robot & Frank den Alfred P. Sloan Prize, der von der Alfred P. Sloan Foundation für herausragende Spielfilme um das Thema Wissenschaft und Technik gestiftet wurde.
Außerdem bekam er jeweils Preise für Best Feature auf dem Ashland Independent Film Festival und auf dem Los Angeles Asian Pacific Film Festival.

## Kritiken
„Der Film folgt dem klassischen Konfliktmuster einer Männerfreundschaft, die durch eine Frau aus dem Gleichgewicht gerät. Darüber hinaus handelt er vom Dilemma zwischen sozialen Verhältnissen und ökologisch Notwendigem und bettet den Blick auf die Lebensverhältnisse in Kaschmir in den Rahmen einer globalisierten Welt ein.“

„Der Film beeindruckt durch seine behutsam erzählte Geschichte, durch das bezaubernde Licht und die raumgreifende Kamera, die den Zuschauer in die fast vergessene Provinz Kaschmir eintauchen lässt.“

„Mit ‚Valley of Saints‘ gelingt Musa Syeed ein eindringliches Portrait seines Landes, bei dem er die sich anbahnende Liebesgeschichte zweier Menschen mit den ökologischen und politischen Problemen Kaschmirs zu vermischen vermag. Obwohl der Film gerade für den europäischen Zuschauer zuweilen überaus schwer begreiflich sein wird, ist die Mischung aus Drama und Dokumentation auf ganzer Linie gelungen.“